# مسخنت
كانت مسخنت في الديانة المصرية القديمة إلهة للولادة، وخالقة لـ (كا) الخاص بكل طفل صغير، وهو جزء من الروح تنفخه في الطفل في لحظة ميلاده، وقد تمت عبادتها منذ أقدم العهود.

## الأسطورة
في مصر القديمة، كانت المرأة تضع مولودها في وضع القرفصاء على زوج من قوالب الطوب، والمعروفة باسم كرسي الولادة، وكانت مسخنت الإلهة المرتبطة بهذا الشكل من الولادة. ونتيجة لذلك  كانت تصور بعض الأحيان على شكل قالب من الطوب اللبن مع رأس مرأة عليه رحم بقرة كغطاء للرأس. وفي أحيان أخرى كانت تصور كامرأة مع رحم بقرة رمزي على غطاء رأسها.
و حيث إنها كانت مسؤولة عن خلق الـ (كا)، فقد كانت مرتبطة بمصير الشخص. وفي وقت لاحق كان يتم توحيدها أحيانا مع الإله شاي الذي أصبح إله المصير بعد تطور الألوهية من مفهوما المجرد.
و تحتل مسخنت مكانة بارزة في الحكايات الشعبية في قصاصات البردي. فيحكي في ولادة كل من الملوك أوسر كاف وساحورع ونفر إر كارع كاكاي، الملوك الثلاثة الأولى من الأسرة الخامسة، الذين في القصة يحكى أنهم ثلاثة توائم أنه مباشرة بعد ولادة كل طفل كانت مسخنت تظهر وتتنبأ بأنه سيصبح ملكا لمصر.

## معرض الصور

مسخنت على هيئة الطوب اللبن الخاص بكرسي الولادة
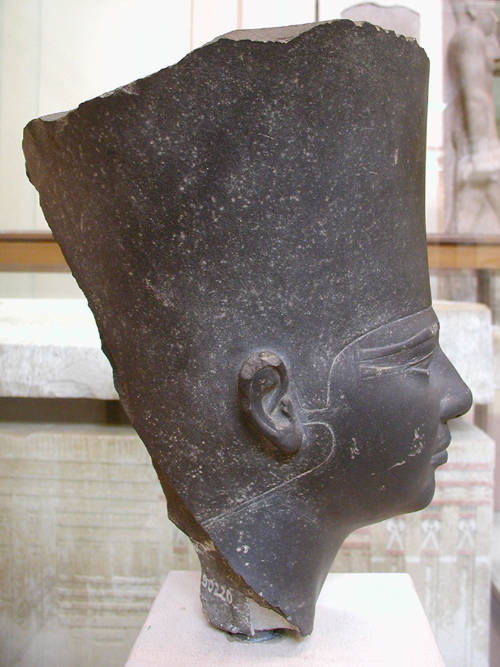
أوسركاف أحد الملوك التوائم الثلاثة
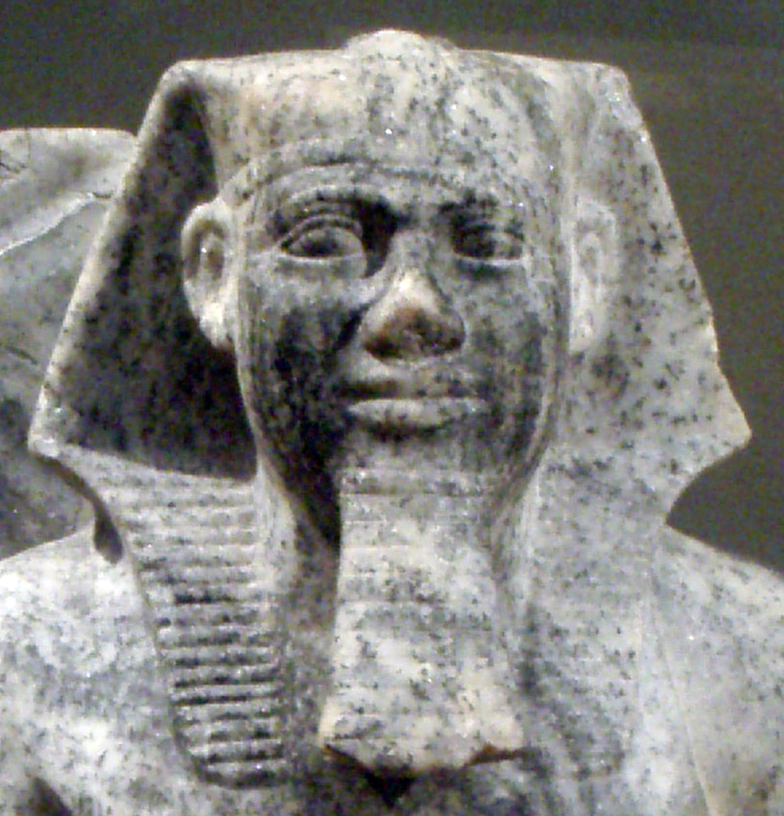
ساحورع ملك آخر من التوائم الثلاثة

## اقرأ أيضا
تاورت